# Friederike Luise Delitz
Friederike Luise Christiane Delitz (* 12. Oktober 1791; † 28. Mai 1813 an der Jungfernheide bei Berlin) war eine preußische Brandstifterin. Zusammen mit ihrem Komplizen Johann Peter Horst war sie die letzte Person in Deutschland, die durch Verbrennung hingerichtet wurde.

## Leben
Sie hatte eine Beziehung zu Johann Peter Horst (1783–1813). 1810 wurden beide nach einer Brandstiftung in Schöneberg verhaftet. Im August 1812 standen sie vor Gericht, weil sie einer Bande von Brandstiftern angehörten, die außerdem neun weitere Brandstifter umfasste. Diese wurde beschuldigt, in Brandenburg 45 Brände mit 30 Toten verursacht zu haben. Friederike Delitz und Johann Peter Horst wurden für schuldig befunden und zur Hinrichtung auf dem Scheiterhaufen verurteilt.
Das Urteil wurde am 28. Mai 1813 auf dem Richtplatz am Rande der Jungfernheide in Berlin vollstreckt. Der Fall erregte großes Aufsehen in der Presse, Heinrich von Kleist z. B. berichtete darüber im 1. Extrablatt seiner neu gegründeten Berliner Abendblätter.
Dieser Kriminal- und Gerichtsfall war Gegenstand von verschiedenen Forschungen und Ausstellungen.